# 巴拿馬 (綿羊)
巴拿馬羊（Panama），是一種原產於美國的綿羊，原產於愛達荷州，目前也僅多見於愛達荷和蒙大拿州，也是美國少數由私人培育出來的綿羊品種。雖然有著巴拿馬的名字，事實上這種羊是以巴拿馬-太平洋國際博覽會命名的。
此種是在19世紀末、20世紀初由蘇格蘭裔的詹姆斯·賴羅，以朗布伊埃公羊和林肯母羊雜交而成，以繁殖比美利奴羊更能適應山區環境的大型綿羊。
本種無角，長有中等長度的白毛，體型較大，適合肉用。非常適合洛磯山地區北部的惡劣環境。其品種登記於1951年獲批，但並不活躍，亦未知有無大規模雜交情況出現。目前唯一已知的純種群體存活於愛達荷大學。